# Magliano Alpi
Magliano Alpi är en ort och kommun i provinsen Cuneo i regionen Piemonte i Italien. Kommunen hade 2 231 invånare (2018).